# 貝尼澤基
36°33′54″N 4°30′19″E / 36.5649°N 4.5053°E
貝尼澤基（阿拉伯语：‎），是阿爾及利亞的城鎮，位於該國北部提濟烏祖省，由布宰甘區負責管轄，面積21平方公里，2008年人口3,381，人口密度每平方公里164人。